# Diego Osorio de Escobar y Llamas
Diego Osorio de Escobar y Llamas, oppure talora Diego Osorio de Escobar y Mendoza (La Coruña, 1608 circa – Puebla, 17 ottobre 1673), è stato un vescovo cattolico spagnolo e viceré della Nuova Spagna tra giugno e ottobre 1664.

## Biografia
Osorio de Escobar y Llamas ebbe la carica di canonico, inquisitore e generale vicario dell'arcidiocesi di Toledo. Era membro del clero secolare, ma amico dei gesuiti. Fu nominato vescovo di Puebla su raccomandazione del cardinal Moscoso. Ricevette l'incarico nel 1656 e lo mantenne fino alla morte avvenuta nel 1673. 
Costruì il convento di La Santísima Trinidad, affrettò la costruzione della cattedrale, e pago l'acquisto della cappella e dell'altare di Nuestra Señora de Guadalupe. Nel 1663 fu nominato arcivescovo di Città del Messico, ma rifiutò l'incarico per poter restare a Puebla (sebbene amministrò la diocesi per pochi mesi, fino all'arrivo del nuovo arcivescovo, Alonso de Cuevas Dávalos).

### Operato da viceré
Fu viceré per meno di quattro mesi, da giugno ad ottobre del 1664. Gli fu assegnato l'incarico per sostituire Juan de Leyva de la Cerda, richiamato in Spagna con l'accusa di corruzione. Osorio accettò apparentemente l'incarico con riluttanza. Non era portato per gli affari, e rassegnò le dimissioni alla prima opportunità, per poter tornare alla sua diocesi di Puebla.
Durante la breve amministrazione inviò 30 000 pesos a Cuba per la riparazione del castello di Santiago di Cuba e per la ricostruzione della città, distrutta dagli inglesi nel 1662. Fondò anche una fabbrica di polvere da sparo mandando a Cuba una parte della produzione. Preparò l'Armada de Barlovento nel caso di attacchi provenienti dal golfo della Nuova Spagna. Finanziò la fortificazione di Campeche. In questo periodo la Spagna era in guerra con l'Inghilterra.
Riformò il servizio postale, in pessime condizioni prima del suo arrivo, e molto più efficiente dopo le riforme. Migliorò anche il mercato del mercurio intervenendo in una disputa tra i francescani ed il governatore dello Yucatán.

### Ritorno a Puebla
Dopo aver dato le dimissioni da viceré nel 1664, il vescovo Osorio ebbe alcuni problemi con il successore, Antonio Sebastián de Toledo Molina y Salazar. Il vescovo fu messo in isolamento nella città di Tlatlauquitepec fino al 1666, quando fu in grado di tornare a Puebla. Morì qui nel 1673, ed il suo corpo fu sepolto all'interno della cattedrale. In seguito si sposto a vivere presso La Santísima Trinidad, il convento che aveva fondato.

## Successione apostolica
La successione apostolica è:
- Vescovo Luís de Cifuentes y Sotomayor, O.P. (1660)
- Vescovo Juan de Sancto Mathía Sáenz de Mañozca y Murillo (1662)
- Vescovo Juan de la Torre y Castro, O.F.M. (1662)

## Opere
- Alegación Jurídica por los Derechos Decimales de las Santas Iglesias del Noreste
- Alegación Canónica por la Dignidad Episcopal Angelopolitana
- Jurisdicción Apostólica Delegada y Ordinaria sobre Erección de Monasterios Religiosos